# La Brune de mes rêves
Pour plus de détails, voir Fiche technique et Distribution.
La Brune de mes rêves (My Favorite Brunette) est un film américain en noir et blanc réalisé par Elliott Nugent, sorti en 1947. C'est une parodie de film noir.

## Synopsis
Condamné à la peine capitale pour meurtre, Ronnie Jackson raconte en flashback à des journalistes les événements qui l'ont conduit dans le couloir de la mort : photographe à San Francisco, il rêvait de devenir détective privé comme son voisin de palier. Profitant d'une méprise d'une cliente de ce dernier, il s'est vu confier une enquête : cette mystérieuse femme,  Carlotta Montay, lui a demandé de retrouver son mari invalide, enlevé sur la jetée du port.

## Fiche technique
- Titre français : La Brune de mes rêves
- Titre original : My Favorite Brunette
- Réalisateur : Elliott Nugent
- Scénario : Edmund Beloin et Jack Rose
- Production : Daniel Dare pour California National Productions, Hope Enterprises et Paramount Pictures
- Musique : Robert Emmett Dolan
- Photographie : Lionel Lindon, assisté de Loyal Griggs (cadreur, non crédité)
- Montage : Ellsworth Hoagland
- Direction artistique : Hans Dreier et A. Earl Hedrick
- Décorateur de plateau : Sam Comer et John MacNeil
- Costumes : Edith Head
- Effets visuels : Farciot Edouart et Gordon Jennings
- Pays de production : États-Unis
- Langue : anglais
- Format : noir et blanc – 35 mm – 1,37:1 – mono (Western Electric Recording)
- Genre : comédie policière
- Durée : 87 min
- Dates de sortie : 
  - États-Unis : 19 mars 1947 Los Angeles
  - États-Unis : 4 avril 1947
  - France : 9 juillet 1948

## Distribution
- Bob Hope : Ronnie Jackson, un photographe
- Dorothy Lamour : la baronne Carlotta Montay
- Peter Lorre : Kismet, le bras droit du chef de la bande
- Lon Chaney Jr. : Willie, membre de la bande
- John Hoyt : le docteur Lundau, psychiatre
- Charles Dingle : le Major Simon Montague, le chef de la bande
- Reginald Denny : James Collins, un géologue
- Frank Puglia : le Baron Montay, l'oncle de Carlotta
- Ann Doran : Miss Rogers
- Jack La Rue : Tony, un membre de la bande
- Charles Arnt : Oliver J. Crawford, patient de l'hôpital de Seacliffe Ledge
- Willard Robertson : le directeur de la prison d'État de San Quentin
- Anthony Caruso : le premier homme dans le couloir de la mort
- Jack Chefe : Henri, le maître d'hôtel du restaurant "le Poulet d'Or"
- Charles Cooley : un serveur du "Poulet d'Or"
- Boyd Davis : M. Dawson, du département d’État
- Tom Dillon : un policier
- Mike Donovan : l'inspecteur de police Kelly
- Helena Phillips Evans : Mabel, la femme de ménage
- Betty Farrington : l'infirmière en chef
- Budd Fine : un inspecteur de police
- James Flavin : le lieutenant de police Mac Hennessey
- Al Hill : un policier de l'état
- Roland Soo Hoo : Fung, un petit Chinois
- Franklin Hurst : le majordome
- Richard Keene : un reporter
- George Lloyd : George, un sergent gardien de prison
- Matt McHugh : le troisième homme dans le couloir de la mort
- Clarence Muse : le deuxième homme dans le couloir de la mort
- Garry Owen : un reporter
- James Pierce : un inspecteur de police
- Tad Rand : le chef de rang
- Joe Recht : le crieur de journaux
- Reginald Simpson : le chef réceptionniste de l'hôtel Pilgrim
- Brick Sullivan : le policier qui sort du poste de police
- Ray Teal : le sergent de police
- Harland Tucker : le réceptionniste adjoint de l'hôtel Pilgrim
- John Tyrrel : le chef des grooms de l'hôtel Pilgrim)
- John Westley : le docteur
- Jean Wong : Mme Fong, la mère du bébé photographié
- Eddie Rio : un réceptionniste
- Pauline Gaskins : une fille
- Barbara Freking : une blonde
- William Newell

Rôles non crédités
- Bing Crosby : Harry, un bourreau
- Betty Hutton : elle-même chantant "Murder, He Says" (séquence d'archives)
- Alan Ladd : Sam McCloud, le voisin détective privé de Ronnie